# Conserva de verdura de Tianjin
La conserva de verdura de Tianjin es un tipo de repollo chino encurtido originario de Tianjin (China). Consiste en repollo de Tianjin (箭杆菜, una variedad de repollo chino con forma alargada) finamente picado y sal. También suele añadirse ajo en el proceso de encurtido, si bien éste se omite en versiones elaboradas para miembros de ciertas sectas budistas chinas que practican un estricto vegetarianismo y no consumen ajo ni otros alimentos condimentados. Esta verdura encurtida se usa para dar sabor a estofados y platos salteados.
La conserva de verdura de Tianjin está disponible comercialmente en tarros de barro o envases de plástico transparente.

## Nota
1. ↑  «梅菜、沖菜、榨菜、冬菜幾種不同的「菜」有什麼不同？» (en chino).
2. ↑  «津冬菜是什么？» (en chino).
3. ↑  «食品伙伴网» (en chino). 14 de marzo de 2005.
4. ↑  «怎么做天津冬菜» (en chino). Archivado desde el original el 21 de julio de 2011.
5. ↑  «家庭冬菜的制作方法» (en chino).
6. ↑  «潮汕砂锅粥的做法» (en chino). Archivado desde el original el 2 de noviembre de 2014.